# Szépliget
Szépliget (szerbül Гајдобра / Gajdobra, németül Schönau) település Szerbiában, a Vajdaságban, a Dél-bácskai körzetben, Palánka községben.

## Fekvése
Palánkától 12 km-re északkeletre, Szilbács és Wekerlefalva közt fekvő település.

## Története
A falut 1896-ban érte el a Bácsfeketehegy–Palánka-vasútvonal.
1944-től a településen a szerb közigazgatás gyűjtőtábort rendezett be a német nemzetiségű lakosság számára. Az évekig fennálló, borzalmas körülmények között üzemelő tábornak számos civil áldozata volt.

## Népesség

### Demográfiai változások
| 1948 | 1953 | 1961 | 1971 | 1981 | 1991 | 2002 | 2011 |
| ---- | ---- | ---- | ---- | ---- | ---- | ---- | ---- |
| 3627 | 3764 | 4056 | 3657 | 3272 | 3171 | 2968 | 2578 |

## Látnivalók

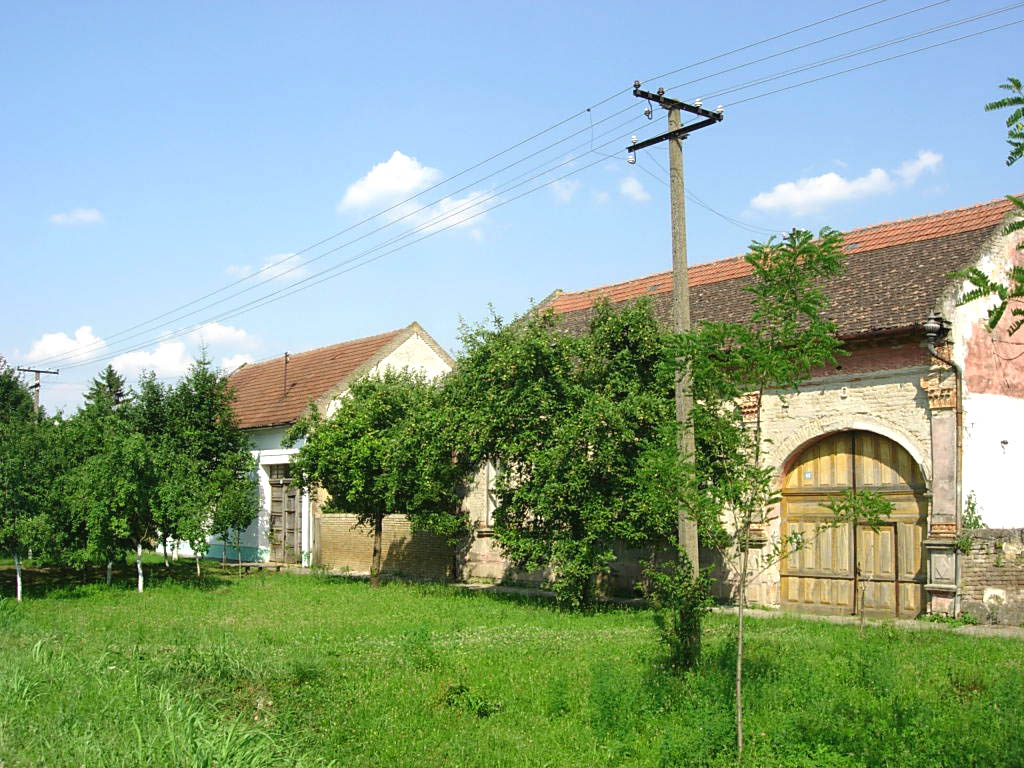
Régi német polgárházak Szépligeten

- Római katolikus templom: a plébániát 1765-ben alapították. A templomot 1788-ban építették, névadója Szent Márton püspök. Méretei: hossza 35 m, szélessége 15 m, a hajó magassága 12 m, a torony magassága 35 m. Több alkalommal is felújították, így 1853-ban, 1883-ban, 1897-ben, 1911-ben, 1943-ban és 1962-ben. Négy harangja van. Az anyakönyvet 1765-óta vezetik.